# Liparetrus insularis
Liparetrus insularis är en skalbaggsart som beskrevs av Blackburn 1888. Liparetrus insularis ingår i släktet Liparetrus och familjen Melolonthidae. Inga underarter finns listade i Catalogue of Life.